# Льюїсберрі (Пенсільванія)
Льюїсберрі (англ. Lewisberry) — місто (англ. borough) в США, в окрузі Йорк штату Пенсільванія. Населення — 382 особи (2020).

## Географія
Льюїсберрі розташоване за координатами 40°8′8″ пн. ш. 76°51′39″ зх. д. / 40.13556° пн. ш. 76.86083° зх. д. (40.135635, -76.860932).  За даними Бюро перепису населення США в 2010 році місто мало площу 0,36 км², уся площа — суходіл.

## Демографія
Згідно з переписом 2010 року, у селищі мешкали 362 особи в 148 домогосподарствах у складі 99 родин. Густота населення становила 1007 осіб/км².  Було 160 помешкань (445/км²).
Расовий склад населення:
| - 95,9 % — білих - 0,6 % — азіатів - 0,3 % — корінних американців - 0,3 % — чорних або афроамериканців - 1,1 % — осіб інших рас |

До двох чи більше рас належало 1,9 %. Частка іспаномовних становила 3,0 % від усіх жителів.
За віковим діапазоном населення розподілялося таким чином: 24,9 % — особи молодші 18 років, 64,3 % — особи у віці 18—64 років, 10,8 % — особи у віці 65 років та старші. Медіана віку мешканця становила 38,8 року. На 100 осіб жіночої статі у селищі припадало 91,5 чоловіків;  на 100 жінок у віці від 18 років та старших — 101,5 чоловіків також старших 18 років.
Середній дохід на одне домашнє господарство  становив 67 629 доларів США (медіана — 51 635), а середній дохід на одну сім'ю — 83 684 долари (медіана — 84 167). Медіана доходів становила 38 393 долари для чоловіків та 45 250 доларів для жінок. За межею бідності перебувало 10,7 % осіб, у тому числі 12,5 % дітей у віці до 18 років та 29,2 % осіб у віці 65 років та старших.
Цивільне працевлаштоване населення становило 260 осіб. Основні галузі зайнятості: освіта, охорона здоров'я та соціальна допомога — 16,2 %, роздрібна торгівля — 14,2 %, виробництво — 11,5 %, науковці, спеціалісти, менеджери — 10,4 %.